# Nieuwe Sluis (Breskens)
Nieuwe Sluis is een vuurtoren bij de buurtschap Nieuwesluis, enkele kilometers ten westen van de dorpskern van Breskens, in de Nederlandse provincie Zeeland. De vuurtoren is ontworpen door Quirinus Harder en is gebouwd in 1867. De achtkantige, zwart-wit geverfde toren staat op de zeedijk aan de ingang van de Westerschelde, vlak bij de Waterdunen. De toren heeft een hoogte van 22,4 meter en heeft vijf verdiepingen. Hij maakt deel uit van een reeks van lichten die het einde van de Schelde markeren en het scheepvaartverkeer tussen de Noordzee en Antwerpen begeleiden.
Deze toren is de oudste nog bestaande gietijzeren vuurtoren van Nederland, nadat de vuurtoren Noord-Schouwen Laag in Renesse in 1915 werd afgebroken en de gietijzeren baak bij het Flaauwe Werk bij Ouddorp in 1911 verdween. De toren heeft niet altijd zwart-witte banden gehad, maar was eerst geel en werd daarna voorzien van rood-witte banden. Het optiek van de toren is gemaakt door Barbier, Bénard & Turenne. Het lichthuis bevat een koperen koepel.
Oorspronkelijk maakte de vuurtoren als hoge licht deel uit van een lichtenlijn met een opengewerkt lichtopstand dat gelijktijdig met de vuurtoren bij het ’t Killetje van Nieuwesluis werd gebouwd.
Tijdens de Tweede Wereldoorlog was de vuurtoren enige tijd buiten werking gesteld en toen voorzien van camouflagekleuren. Na de oorlog is het licht pas in 1951 weer ontstoken. De vuurtoren kreeg toen een licht dat één verduistering telt per tien seconden. Het lage licht is na de oorlog verplaatst naar het centrum in Breskens. Tegenwoordig staat het op het Spuiplein.
Op 3 oktober 2011 werd het licht van de toren gedoofd. Op 29 mei 2015 is de vuurtoren in een kleine ceremonie door de Belgische overheid aan de Stichting Vuurtoren Breskens overgedragen. Sindsdien is de toren open voor publiek. Tevens is het licht weer operationeel, en staat ook op zeekaarten.
De vuurtoren stond oorspronkelijk boven op de zeedijk. Toen de dijk in de jaren zeventig van de twintigste eeuw op deltahoogte werd gebracht kwam hij aan de zeezijde van de dijk te staan.

## Externe link

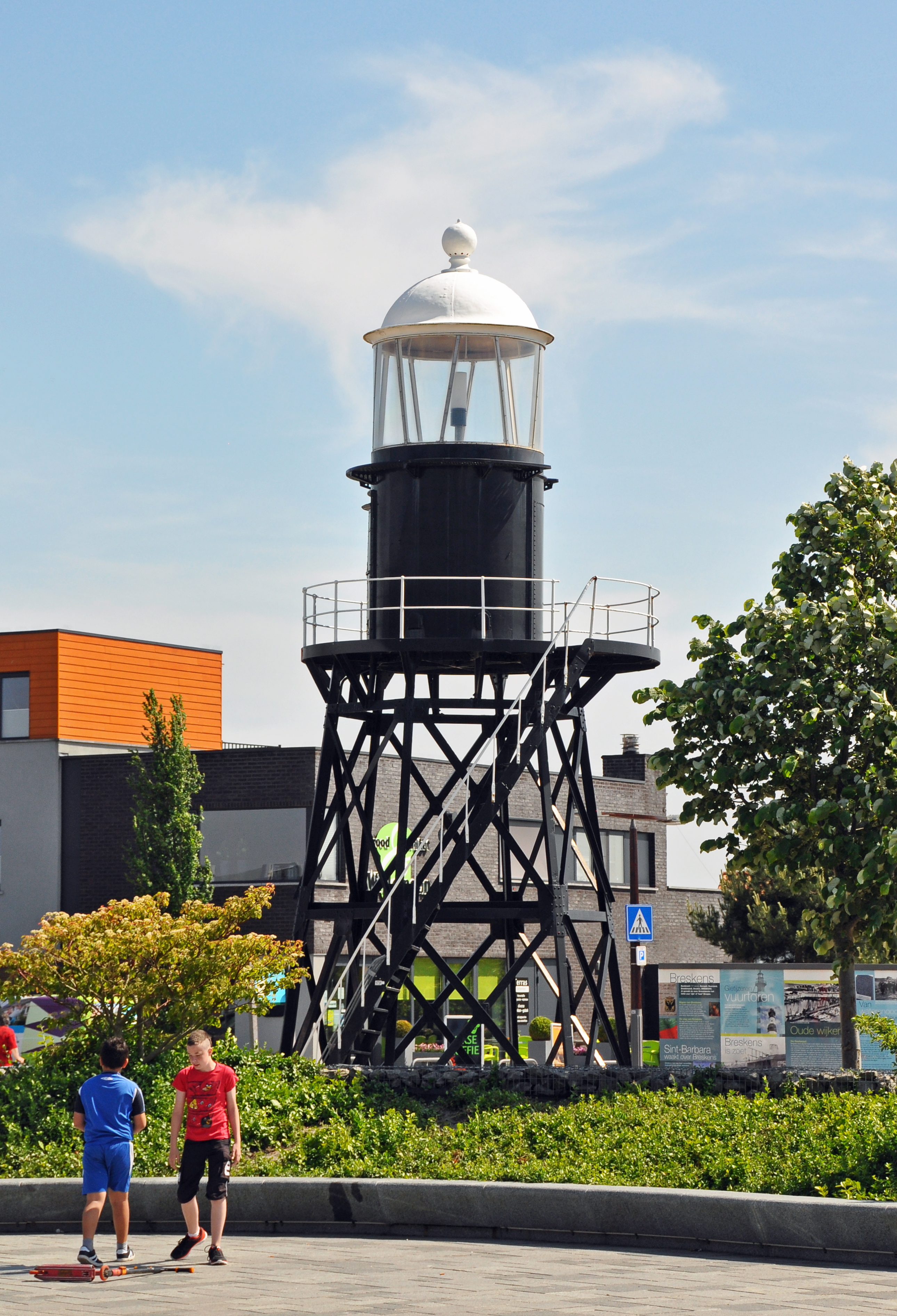
Het voormalige lage licht in het centrum van Breskens.
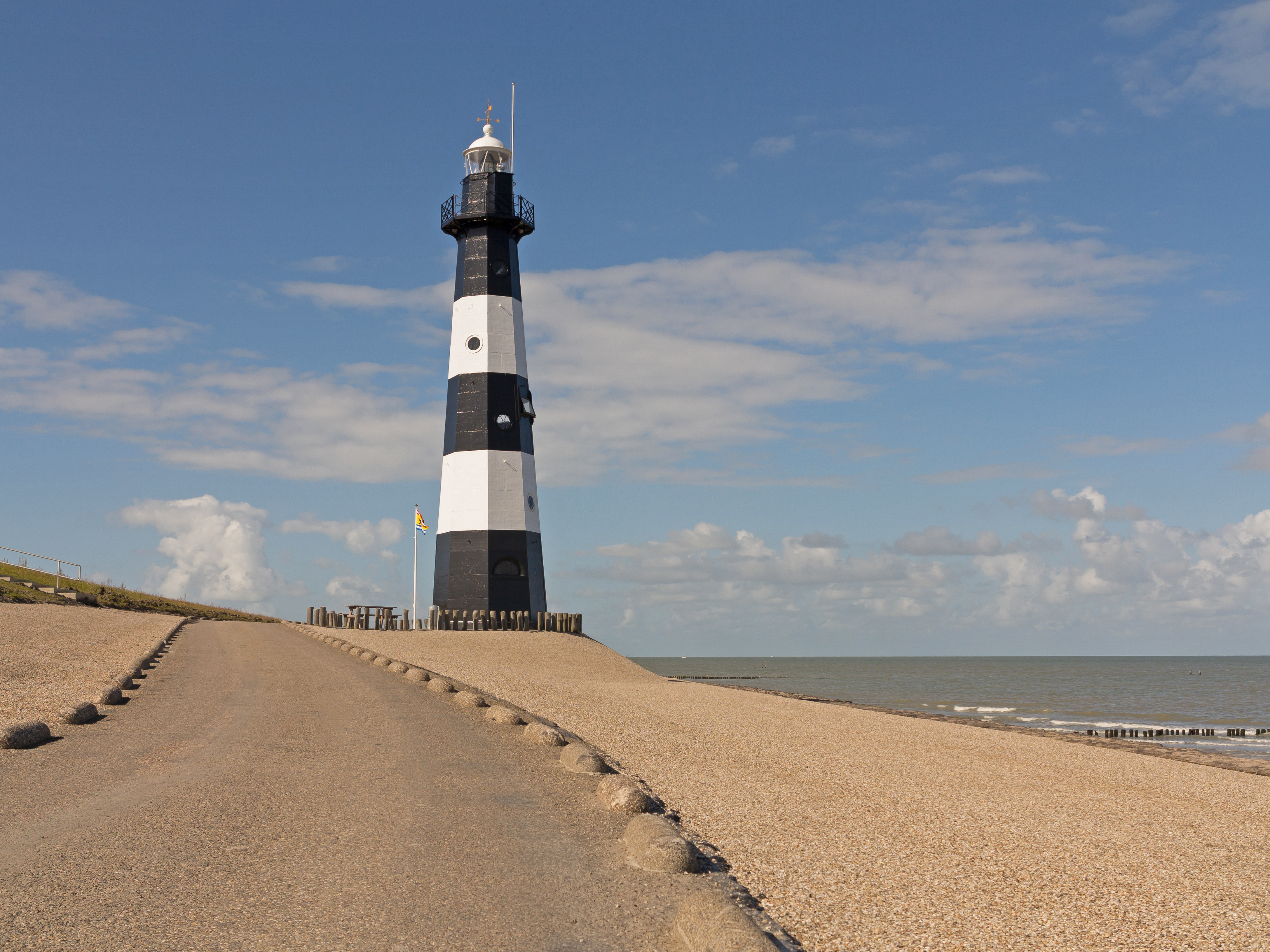
Vuurtoren van Breskens.